# Coco Martin
Coco Martin, nome d'arte di Rodel Pacheco Nacianceno (Quezon City, 1º novembre 1981), è un attore filippino.

## Carriera
Coco Martin ha iniziato in una delle agenzia di talento Star Magic, come parte della Star Circle Batch 9. Ha fatto la sua prima apparizione cinematografica cameo nel film del 2001 Lux Text dove è stato accreditato con il suo vero nome, Rodel Nacianceno, seguita da molti film indipendenti.
Da allora è apparso in diversi spot televisivi prima di rompersi di nuovo nel mondo dello spettacolo con il suo debutto vantaggio film indipendente Masahista - Il massaggiatore per il quale gli è stato conferito lo Young Critics Circle Award come miglior attore nel 2006. Ha anche recitato in Summer Heat nel 2006.
All'inizio del 2007 ha firmato per la GMA Network ed è apparso in numerosi programmi televisivi a partire da Daisy Siete. Inoltre è diventato un membro del gruppo di ragazzo The Studs. Martin è stato anche visto in film indipendenti, Daybreak e Jay dove ha conseguito la sua prima Gawad Urian Award come miglior attore non protagonista.
Nel 2008, Martin tornò a ABS-CBN ed è stato lanciato nella serie televisiva Ligaw na Bulaklak come uno dei membri del cast regolare.
Nel 2010, ha recitato nel cast della serie televisiva Kung Tayo'y Magkakalayo e ha avuto il suo primo ruolo da protagonista nella serie d'azione Tonyong Bayawak. Ha anche recitato nel suo primo film tradizionale Sa 'yo Lamang, e la serie televisiva 1DOL. Ha anche girato un altro film indipendente dal titolo Kinatay - Massacro, dove è stato nominato per il miglior attore in premio FAMAS. Dopo Tayong Dalawa, ha recitato nella serie televisiva pomeriggio Nagsimula sa Puso, insieme a Maja Salvador, Jason Abalos e Nikki Gil.
Nel 2011, ha diretto la serie televisiva acclamato Minsan Lang Kita Iibigin. Nel mese di maggio, Martin ha ricevuto il Dekada Award alla cerimonia Gawad Urian. È stato candidato per diversi premi per il suo ritratto come Alexander e Javier del Tierro, vale a dire dal premio KBP Golden Dove Awards, Golden Screen Awards e Star Awards for TV.
Nel 2012, Martin ha recitato in un'altra serie corale intitolato Walang Hanggan, un adattamento del film 1991 Hihintayin Kita sa Langit. Ha anche recitato nel suo secondo film tradizionale intitolato Born to Love You, insieme con il cantante Angeline Quinto.
Nel 2013, Martin ha recitato nella serie televisiva Juan dela Cruz, insieme con l'attrice Erich Gonzales.
Nel 2014, Martin ha recitato nella serie televisiva storica Ikaw Lamang, al fianco di Julia Montés, Kim Chiu e Jake Cuenca. Ha anche recitato in un altro film mainstream, Maybe This Time, con la cantante-attrice Sarah Geronimo.
Nel 2015, Martin protagonista nella serie televisiva Ang Probinsyano, ricongiungimento con Maja Salvador come il suo protagonista.

## Filmografia

### Cinema
- Masahista - Il massaggiatore, regia di Brillante Mendoza (2006)
- Summer Heat, regia di Brillante Mendoza (2006)
- Daybreak, regia di Adolfo B. Alix, Jr. (2008)
- Kinatay - Massacro, regia di Brillante Mendoza (2009)
- Noy, regia di Dondon Santos (2010)
- Sa 'yo Lamang, regia di Laurice Guillen (2010)
- Captive, regia di Brillante Mendoza (2012)
- Born to Love You, regia di Jerome Chavez Pobocan (2012)
- Sta. Niña, regia di Emmanuel Quindo Palo (2012)
- 24/7 in Love, regia di John D. Lazatin, Mae Cruz-Alviar, Frasco Santos Mortiz e Dado Lumibao (2012)
- A Moment in Time, regia di Emmanuel Quindo Palo (2013)
- Maybe This Time, regia di Jerry Lopez Sineneng (2014)
- Feng Shui 2, regia di Chito S. Roño (2014)
- You're My Boss, regia di Antoinette Jadaone (2015)
- Beauty and the Bestie, regia di Wenn V. Deramas (2015)
- Padre de familia, regia di Adolfo Alix Jr. (2016)
- Ang Panday (2017)

### Televisione
- Ligaw na Bulaklak - serie TV (2008)
- Tayong Dalawa - serie TV (2009)
- Nagsimula sa Puso - serie TV (2009-2010)
- Kung Tayo'y Magkakalayo - serie TV (2010)
- 1DOL - serie TV (2010)
- Minsan Lang Kita Iibigin - serie TV (2011)
- Walang Hanggan - serie TV (2012)
- Kahit Konting Pagtingin - serie TV (2013)
- Juan dela Cruz - serie TV (2013)
- Ikaw Lamang - serie TV (2014)
- Ang Probinsyano - serie TV (2015-2022)
- Batang Quiapo - serial TV (2023-in corso)